# Kivalliq Air
Kivalliq Air — канадська авіакомпанія місцевого значення зі штаб-квартирою в місті Вінніпег (Манітоба), яка виконує регулярні пасажирські рейси між невеликими населеними пунктами Канади: шість днів в тиждень по місцевим аеропортам району Ківалік, території Нунавут і провінції Манітоба, а також тричі в тиждень між Вінніпегом і Санікілуаком. Є дочірнім підрозділом авіакомпанії Keewatin Air.
Основна база Kivalliq Air перебуває в Міжнародному аеропорту міста Вінніпег імені Джеймса Армстронга Річардсона, допоміжна інфраструктура з обслуговування та ремонту повітряних суден розташовується в аеропортах Черчілл і Ренкін-Інлет.

## Історія
Авіакомпанія Kivalliq Air була утворена в грудні 1998 року як дочірній підрозділ іншої канадської авіакомпанії Keewatin Air для обслуговування маршрутної мережі регулярних пасажирських перевезень.

## Маршрутна мережа
Kivalliq Air виконує регулярні пасажирські перевезення за такими напрямами:
| Маршрутна мережа авіакомпанії Air Kivalliq                 | Маршрутна мережа авіакомпанії Air Kivalliq                        | Маршрутна мережа авіакомпанії Air Kivalliq | Маршрутна мережа авіакомпанії Air Kivalliq | Маршрутна мережа авіакомпанії Air Kivalliq |
| ---------------------------------------------------------- | ----------------------------------------------------------------- | ------------------------------------------ | ------------------------------------------ | ------------------------------------------ |
| Місто                                                      | Аеропорт                                                          | Примітки                                   |                                            |                                            |
| [[Файл:Шаблон:Прапор Нунавут\|20x13px\|Нунавут]]Нунавут    |                                                                   |                                            |                                            |                                            |
| Арвіат                                                     | Аеропорт Арвіат                                                   |                                            |                                            |                                            |
| Бейкер-Лейк                                                | Аеропорт Бейкер-Лейк                                              |                                            |                                            |                                            |
| Честерфілд-Інлет                                           | Аеропорт Честерфілд-Інлет                                         |                                            |                                            |                                            |
| Корал-Гарбор                                               | Аеропорт Корал-Гарбор                                             |                                            |                                            |                                            |
| Ранкін-Інлет                                               | Аеропорт Ранкін-Інлет                                             |                                            |                                            |                                            |
| Репалс-Бей                                                 | Аеропорт Репалс-Бей                                               |                                            |                                            |                                            |
| Санікілуак                                                 | Аеропорт Санікіилуак                                              |                                            |                                            |                                            |
| Уейл-Кав                                                   |                                                                   |                                            |                                            |                                            |
| [[Файл:Шаблон:Прапор Манітоба\|20x13px\|Манітоба]]Манітоба |                                                                   |                                            |                                            |                                            |
| Черчілл                                                    | Аеропорт Черчілл                                                  |                                            |                                            |                                            |
| Вінніпег                                                   | Міжнародний аеропорт Вінніпег імені Джеймса Армстронга Річардсона | хаб                                        |                                            |                                            |

## Флот

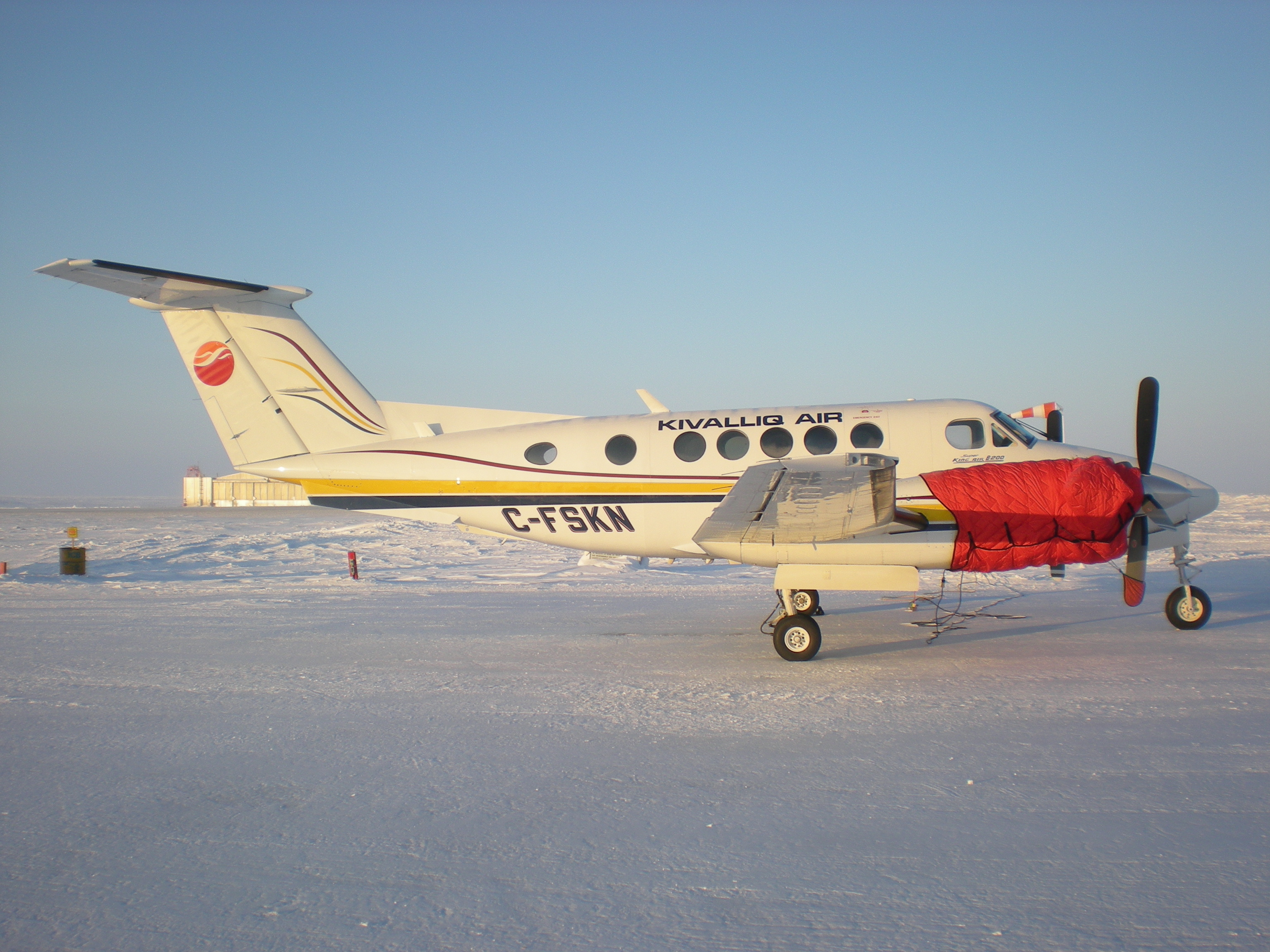
Beechfcraft 200 авіакомпанії Kivalliq Air (реєстраційний C-FSKN) в аеропорту Кеймбрідж-Бей

У квітні 2009 року повітряний флот авіакомпанії Kivalliq Air складали наступні літаки:
- 1 × Beechcraft 1900D
- 2 × Beechcraft 1900C
- 1 × Raytheon Beech King Air 200
- 4 × Raytheon Beech King Air B200